# 灯火の前のマグダラのマリア
『灯火の前のマグダラのマリア』（とうかのまえのマグダラのマリア、仏: La Madeleine à la veilleuse, 英: Magdalene with the Smoking Flame）、または『悔悛するマグダラのマリア』（かいしゅんするマグダラのマリア、仏: Madeleine pénitente）は、フランス17世紀の巨匠ジョルジュ・ド・ラ・トゥールが1640年頃に制作したキャンバス上の油彩画で、画家が描いた4点の『悔悛するマグダラのマリア』のうち、最後に制作されたものである。作品はパリのルーヴル美術館に所蔵されている。

## 歴史
1937年7月、美術史家シャルル・ステルランは『悔悛するマグダラのマリア』という絵画が存在することを発表した。パリの古美術商アンドレ・ファビウスが所有していたことで、この作品は『ファビウスのマグダラのマリア』と呼ばれた。翌年の1938年の5月、ステルランは新たな論文で、別の『悔悛するマグダラのマリア』を発表した。この作品はパリの収集家カミーユ・テルフ (Camille Terff) が所有していたので、『テルフのマグダラのマリア』と呼ばれ、当時４作目の署名のある作品であった。その後、『ファビウスのマグダラのマリア』は『鏡の前のマグダラのマリア』(ワシントン、ナショナル・ギャラリー)、そして『テルフのマグダラのマリア』は本作『灯火の前のマグダラのマリア』として区別されるようになった。
カミーユ・テルフは金銭的な困窮に陥り、『灯火の前のマグダラのマリア』の売却を望んだが、不正行為をした仲買人によって1941年にケルンのヴァルラフ・リヒャルツ美術館に売却された。作品は空襲を逃れるためにドイツのとある岩塩鉱に隠されていたが、1944年に発見された。結局、1949年にケルン市は売買契約を取り消した。そして、ルーヴル美術館の学芸員であったポール・ジャモの要請に応じて、本作は1949年にルーヴル美術館に入った。

## 作品
マグダラのマリアは、『新約聖書』中の「ルカによる福音書」(7章36節) などに登場する。娼婦だったが罪深い生活に決別し、悔悛して神を受け入れ、聖女となった。絵画では人気の高い主題で、悔悛する前の華やかな衣装で着飾った姿で描かれるか、心を入れ替えて、華やかな衣装を脱ぎ捨てた姿で描かれる。後者の場合は、ティツィアーノの『悔悛するマグダラのマリア』(パラティーナ美術館) のように裸体か、本作のようにわずかな衣を纏っているだけの姿である。
本作にはバロック絵画的な激しさはまったくなく、厳粛な画面を支配しているのは秩序への意思と深い宗教性である。ごくわずかなものだけが簡素な明暗法で描かれている。聖女の顔と肩が露わになった身体、そして机の上の事物が唯一の光源であるグラスから立ち上る炎に照らされている。マグダラのマリアは思いにふけっているが、何を思っているかは描かれている事物によって暗示されている。頭蓋骨、炎、グラスに映っている光は人間の儚さを象徴し、十字架と聖書はマグダラのマリアが罪を悔い、イエス・キリストに倣った生き方をしていることを示している。

## ギャラリー
ラ・トゥールのほかの3点の『悔悛するマグダラのマリア』

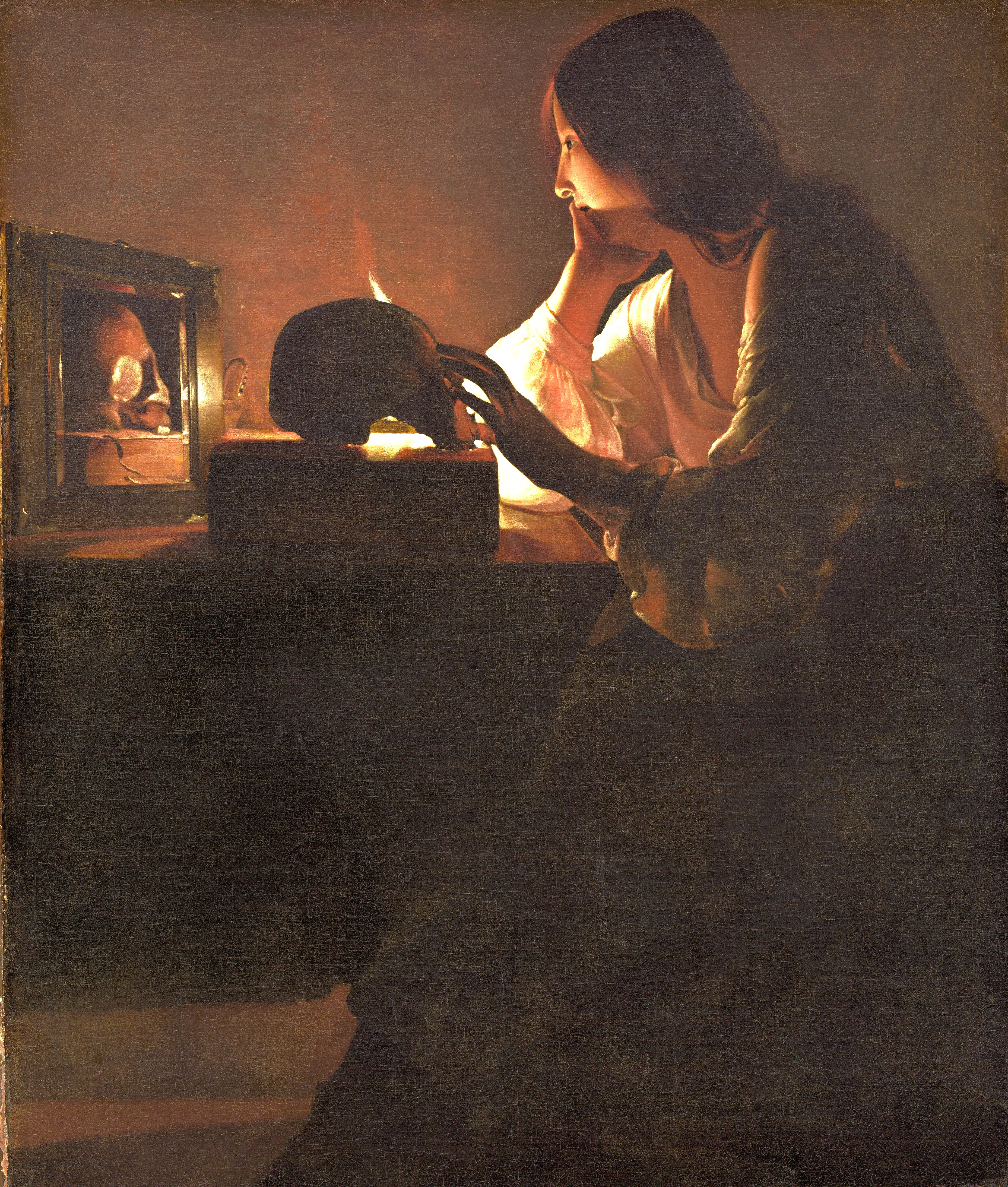
『鏡の前のマグダラのマリア』(1635-1640年)、ナショナル・ギャラリー (ワシントン)
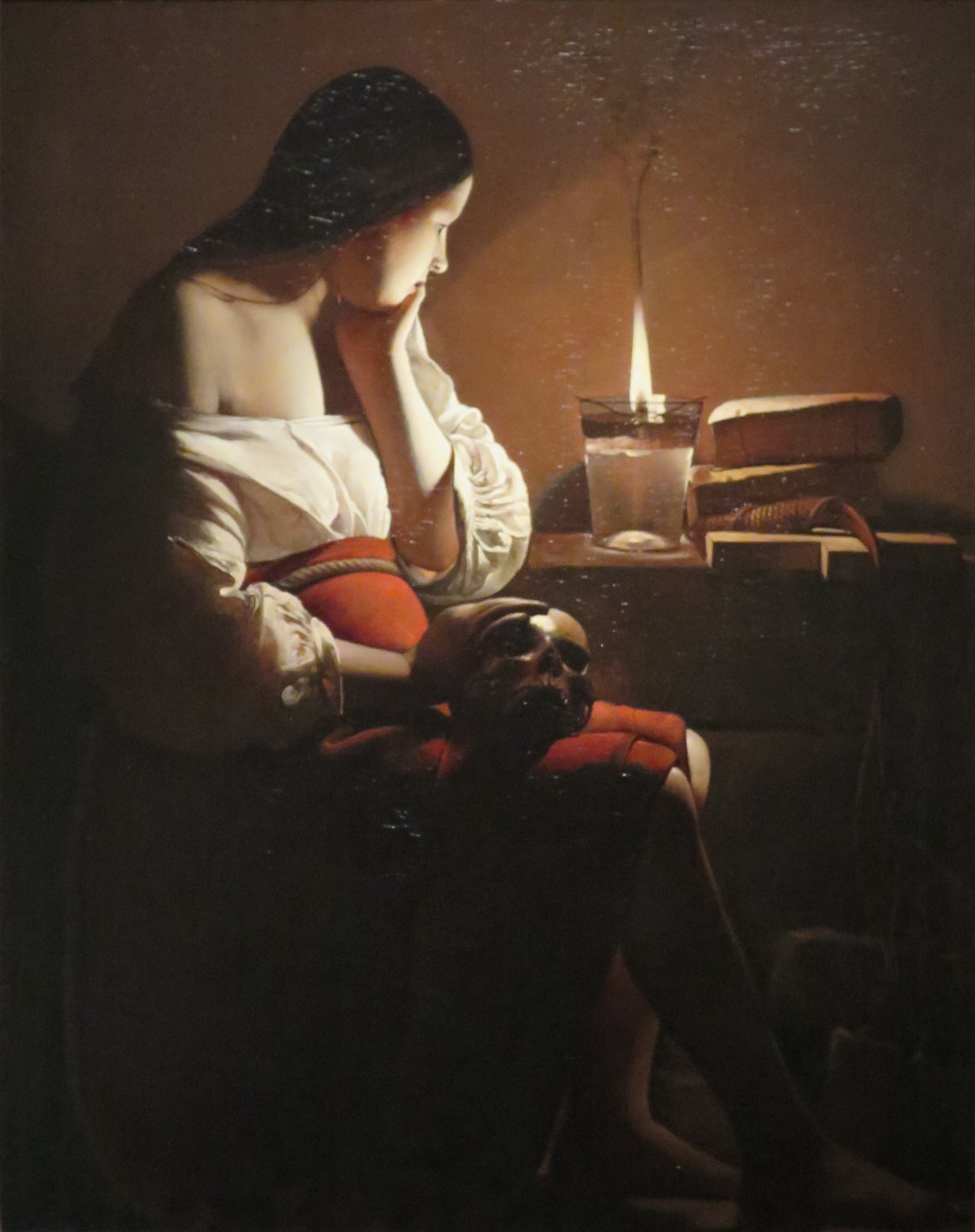
『ゆれる炎のあるマグダラのマリア』(1638-1640年頃)、ロサンゼルス・カウンティ美術館)
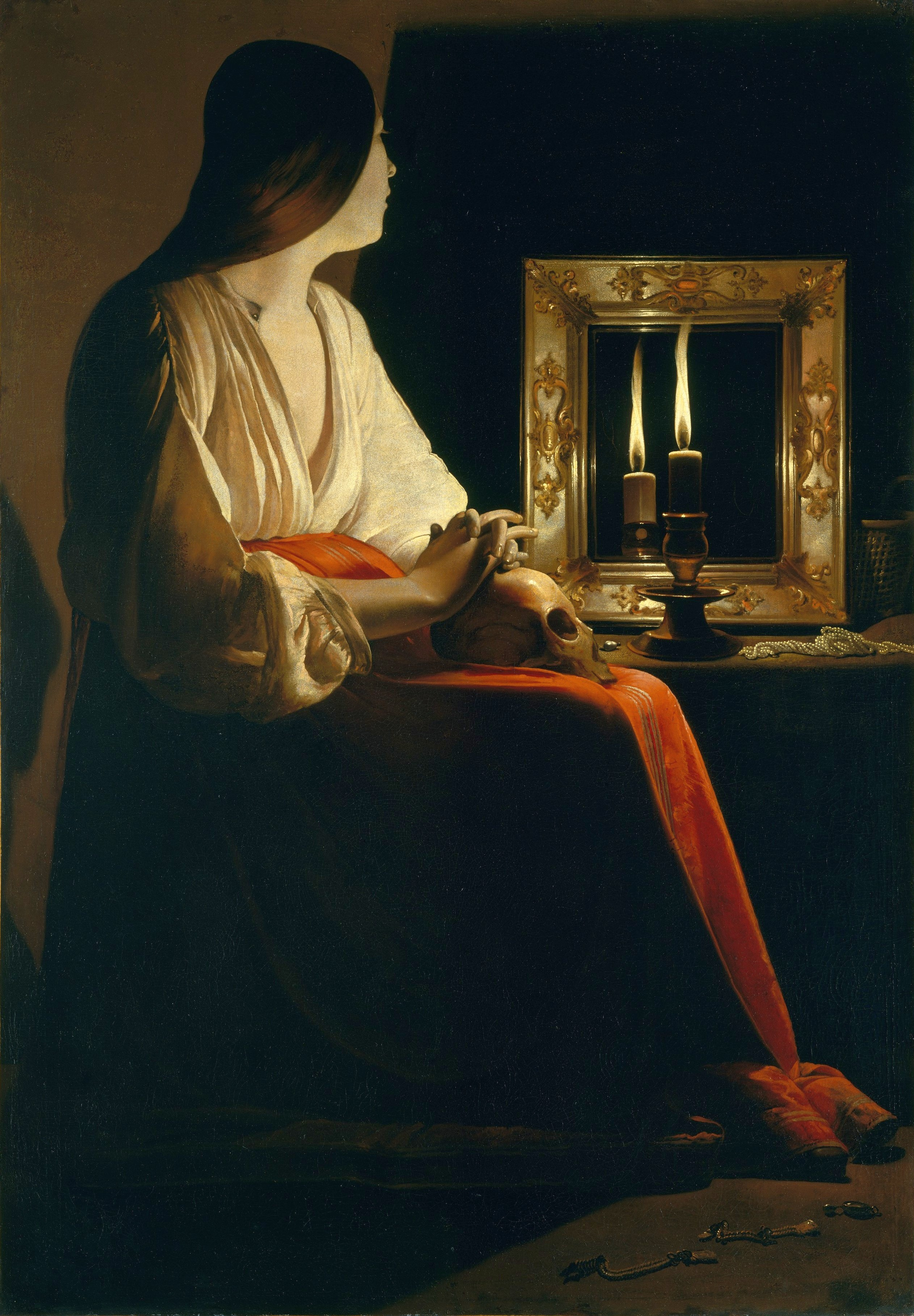
『ふたつの炎のあるマグダラのマリア』(1640年頃)、メトロポリタン美術館、ニューヨーク